# Protapanteles pyrenaicus
Protapanteles pyrenaicus är en stekelart som först beskrevs av Oltra och Jimenez 2005.  Protapanteles pyrenaicus ingår i släktet Protapanteles och familjen bracksteklar. Inga underarter finns listade i Catalogue of Life.